# Donau-Floorball Ingolstadt/Nordheim
Donau Floorball Ingolstadt/Nordheim war eine Spielgemeinschaft im Floorball der beiden Sportvereine ESV Ingolstadt-Ringsee und SV Nordheim. Vertreten wurde die SG von einem Förderverein mit Sitz in Donauwörth. Die erste Herren-Mannschaft spielte in der 2. Floorball-Bundesliga Süd/Ost. Am 20. Juni 2021 gab der Förderverein die Auflösung der Spielgemeinschaft bekannt.

## Geschichte
Die SG Ingolstadt/Nordheim wurde im Jahr 2016 gegründet. Nach der Saison 2016/17 meldete man die erste Herren-Mannschaft für die Aufstiegsrelegation zur 2. Bundesliga. Mit vier Punkten landete die Mannschaft am Ende auf dem ersten Platz der Tabelle und durfte somit zur nächsten Saison aufsteigen. Ab der nächsten Saison gab sich die SG dann den heutigen Namen Donau-Floorball. In der Staffel Süd/Ost belegte man am Ende der Saison mit 20 Punkten den fünften Platz. Zur nächsten Saison konnte sich die Mannschaft dann mit 27 Punkten auf den fünften Platz verbessern. Die Saison 2019/20 endete dagegen mit nur 9 Punkten dann auf dem 7. Platz, was die Teilnahme an der Abstiegsrelegation nötig gemacht hätte. Durch den vorzeitigen Abbruch des Spielbetriebs bedingt durch die COVID-19-Pandemie kam diese aber gar nicht zustande, womit es auch keine Absteiger gab.
Im Pokal stieg die Mannschaft in der Saison 2018/19 ab der 2. Runde in den Wettbewerb der Gruppe Süd ein und konnte sich dort mit 12:8 beim FC Stern München durchsetzen. In der 3. Runde musste man sich dann jedoch dem MFBC Leipzig mit 3:10 geschlagen geben. In der Saison 2019/20 ging es diesmal bereits in der 1. Runde für die Mannschaft los. Hier besiegte man dann den UHC Döbeln 06 mit 5:9. In der 2. Runde ging es dann weiter mit einem 1:9-Sieg beim TSV Calw Lions. In der 3. Runde war dann aber erneut nach einem 4:12 bei den Floor Fighters Chemnitz Schluss.
In der Jugend kann die SG einen Meister- (2018) und einen Vizemeistertitel (2019) vorweisen.